# آرمینه زارائلیان
آرمینه هراندی زارائلیان (ارمنی: Արմինե Հրանտի Զարայելյան؛ انگلیسی: Armine Zaraelyan؛ ۲۹ مهٔ ۱۹۶۵) یک پزشک و جراح اهل ارمنستان است. وی بین سال‌های - تا - میلادی فعالیت می‌کرد.

## زندگی‌نامه
وی در ۲۹ مهٔ ۱۹۶۵ ‏در ایروان به دنیا آمد و از دانشگاه پزشکی دولتی ایروان فارغ‌التحصیل شد. 

## یادداشت
1. ↑  բժշկական գիտությունների դոկտոր